# Jive for Five
Jive for Five - Bill Holman-Mel Lewis Quintet est un album de Jazz West Coast du saxophoniste Bill Holman et du batteur Mel Lewis. Il est publié par Andex Records.

## Enregistrement
L'album est interprété par le Bill Holman-Mel Lewis Quintet formé en 1958. Bien que les musiciens appartiennent au courant du jazz West Coast, le style se rapproche nettement du hard bop. Les arrangements sont de Bill Holman, à l'exception de 502 Blues Theme composé et arrangé par Jimmy Rowles.

### Musiciens
La session est enregistrée en 1958 par un quintet qui est composé de :
- Lee Katzman (tp), Bill Holman (ts), Jimmy Rowles (p), Wilford Middlebrook (b), Mel Lewis (d).

### Dates et lieux
- Los Angeles, Californie, 1958

## Titres
| N°     | Titre               | Compositeur                   | Durée |
| ------ | ------------------- | ----------------------------- | ----- |
| Face 1 |                     |                               |       |
| 1.     | Out of This World   | Cole Porter                   | 7:30  |
| 2.     | Mah Lindy Lou       | Lily Strickland               | 6:55  |
| 3.     | Liza                | George Gershwin, Ira Gershwin | 6:32  |
| Face 2 |                     |                               |       |
| 4.     | The Beat Generation | Bill Holman                   | 6:24  |
| 5.     | 502 Blues Theme     | Jimmy Rowles                  | 6:45  |
| 6.     | Jive for Five       | Bill Holman                   | 8:37  |

## Discographie
- 1958, Andex Records - A-3005 (LP)